# Filip Mrowiński
Filip Mrowiński (Ostrołęka, ? –) lengyel zenész.

## Életrajz
Első zenekara az 1994-ben alapított Sarkel volt, ez 2002-ig létezett. 1998-ban megalapította a Winds of Gardent. 1995–2014 között Hellveto néven adott ki zenét. 2014-ben létrehozta a Neoheresyt.
Pályafutása során használt álnevek: L.O.N. és F.

## Lemezei

### Sarkel
- The Last Glory (1998)[7]
- 1994-2002 (2016)[8]

### Winds of Garden
- Nadnarwiańska potęga / Demo 1 (1998)[9]
- Dusze martwych drzew (1999)[10]

### Blakagir
- Nadnarwianska potega (1998)[11]
- Carpathian Art of Sin (2007)[12]

### Neoheresy
- Noc która dniem się stała (2014)[13]
- Wyrocznia (2015)[14]
- Bogobójca / Wyrocznia (2015)[15]
- Talionis (2015)[16]
- Potop (2016)[17]
- Obława (2016)[18]